# Saint-Gervais (Vendée)
 Saint-Gervais  es una población y comuna francesa, en la región de Países del Loira, departamento de Vendée, en el distrito de Les Sables-d'Olonne y canton de Beauvoir-sur-Mer.

## Demografía
| 1515 | 1415 | 1342 | 1446 | 1546 | 1648 |
| Para los censos de 1962 a 1999 la población legal corresponde a la población sin duplicidades (Fuente: INSEE [Consultar]) |      |      |      |      |      |